# Seututie 476
Pour les articles homonymes, voir Route 476.
La route régionale 476 (finnois : Seututie 476) est une route régionale allant de Pohjoislahti à Heinävesi jusqu'à Ylämylly à  Liperi en Finlande,.

## Présentation
La seututie 476 est une route régionale de Carélie du Nord.
Elle relie la route nationale 23 à Pohjoislahti et les routes nationales 9 et 23 à Ylämylly.
Au village central de Liperi elle croise la seututie 482.